# Perimylops antarcticus
Perimylops antarcticus is een keversoort uit de familie Perimylopidae. De wetenschappelijke naam van de soort is voor het eerst geldig gepubliceerd in 1884 door Müller.